# Luis Marín
Luís Marín (San José, 10 de agosto de 1974) é um ex-futebolista costarriquenho que atuava como zagueiro, hoje é assistente-técnico da Seleção Costarriquenha.

## Carreira
Marin integrou a Seleção Costa-Riquenha de Futebol na Copa América de 1997 e 2001. Marín jogou as Copas de 2002 e 2006.

## Títulos
- Primeira Divisião da Costa Rica
  - 1995-96, 1996-97, 2000-01, 2001-02, 2002-03, 2004-05